# Wolemia
Wolemia – pojęcie na pół żargonowe, określające stopień wypełnienia płynem (krwią) łożyska żylnego w znaczeniu adekwatności tego wypełnienia w odniesieniu do czynności układu krążenia (a nie objętości). 
Pojęcie to stosowane jest zwykle z przedrostkami:
- hipowolemia – stan zbyt małej ilości płynu w naczyniach (dopływ krwi z układu żylnego do serca jest za mały do utrzymania odpowiedniego ciśnienia tętniczego)
- hiperwolemia – przepełnienie naczyń
- normowolemia – stan prawidłowy.

Wolemię zwykle ocenia się na podstawie obrazu klinicznego (poza przypadkami, gdy konieczne jest inwazyjne monitorowanie hemodynamiczne na oddziale intensywnej terapii), a mianowicie podstawowych parametrów cechujących czynność układu krążenia (ciśnienie tętnicze, częstość rytmu serca, rzadziej ośrodkowe ciśnienie żylne), obecności krwawienia, objawów mogących świadczyć o przewodnieniu (poszerzenie żył szyjnych, duszność i inne objawy zastoju krwi w krążeniu płucnym, obrzęki) lub odwodnieniu (sucha błona śluzowa jamy ustnej, wiotka skóra).

Przeczytaj ostrzeżenie dotyczące informacji medycznych i pokrewnych zamieszczonych w Wikipedii.